# Transportes Aéreos de Timor
Transportes Aéreos de Timor (TAT) foi uma empresa aérea colonial de Timor Português, sediada em Díli, que operou entre 1954 e 1975.

## História
A companhia aérea colonial foi fundada em julho de 1939, antes da TAP Air Portugal (que foi fundada a 14 de março de 1945 com o nome Transportes Aéreos Portugueses). Com sede em Díli, as suas bases de operações funcionavam em Díli e Baucau. A companhia servia os destinos da colónia e da Austrália e Indonésia.
Em 1967, a TAT realizou os voos entre Baucau e Oecusse, e entre Baucau e Darwin, na Austrália, com dois aviões de Havilland Doves.
Em 1969, a TAT realizou os voos para seis destinos timorenses, e um voo fretado semanal com a aeronave Fokker F27 Friendship da companhia aérea australiana Trans Australia Airlines (TAA), que operou na rota de Baucau para Darwin.

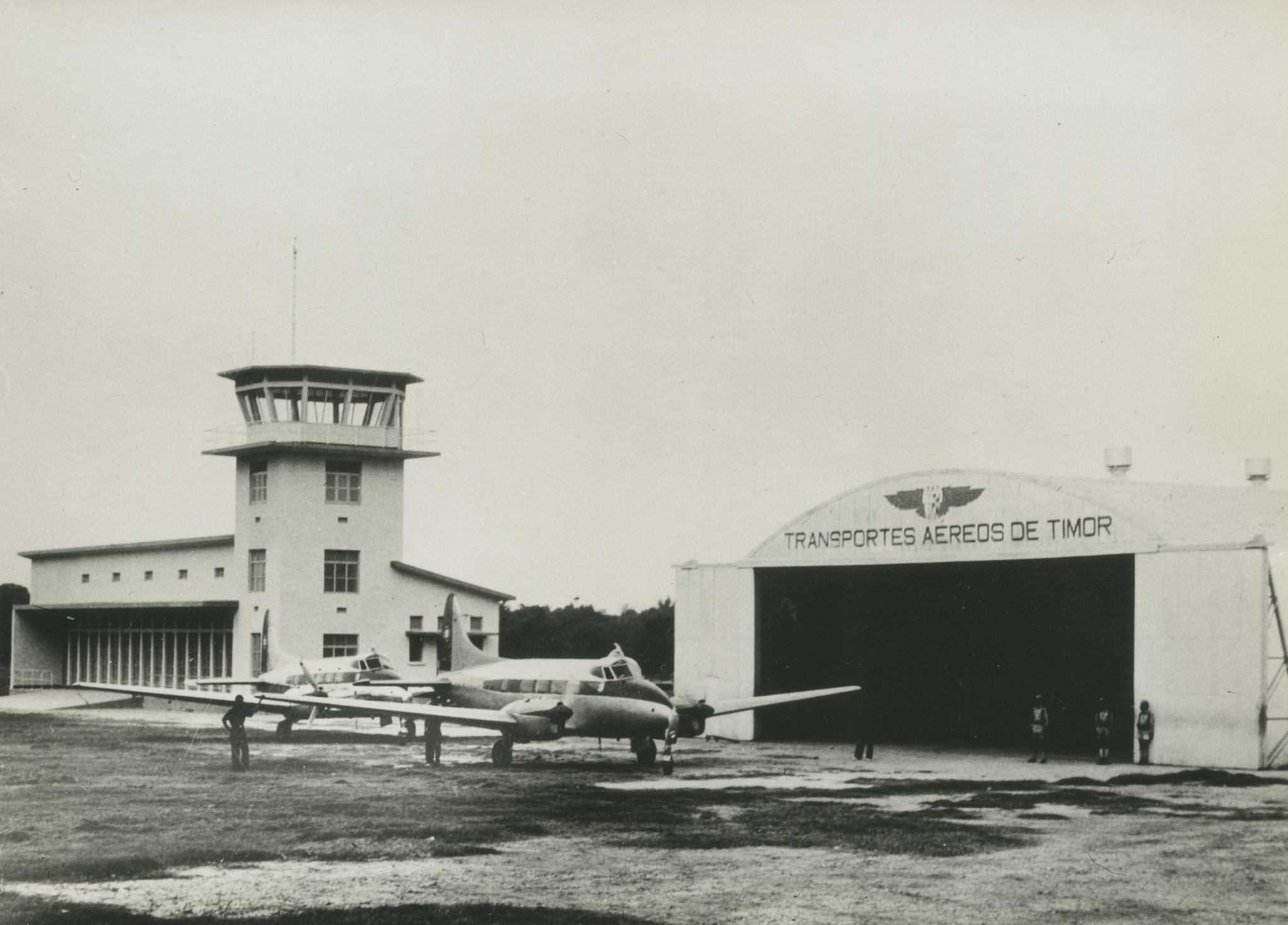
Hangar da TAT no Aeroporto de Díli durante o período colonial

## Destinos
Entre 1974 e 1975, a TAT realizou os serviços domésticos programados de Díli para Ataúro, Baucau, Maliana, Oecusse e Suai. Os serviços que eram realizados de Baucau até Darwin pela Trans Australia Airlines para a TAT passaram a funcionar três vezes por semana, e a TAT passou a servir também a cidade de Cupão em Timor Ocidental, na Indonésia, desde a capital timorense Díli, usando o avião bimotor Douglas DC-3 da empresa aérea indonésia Merpati Nusantara Airlines com um voo fretado por semana.
Após o ciclone Tracy devastar a cidade australiana de Darwin em 1974, os voos que eram realizados entre Baucau e Darwin foram suspensos.

## Frota
Em 1967, a TAT aumentou a sua frota com dois aviões de Havilland Doves. Em 1969, a frota foi aumentada com três aeronaves Austers, mas em 1971 foram retiradas da frota.
Após o encerramento das atividades da TAT e na sequência da invasão indonésia de Timor-Leste em 1975, a frota consistia em dois aviões Doves e uma aeronave Britten-Norman BN-2 Islander.

## Acidentes
A 26 de janeiro de 1960, o avião de Havilland Heron, de prefixo aeronáutico CR-TAI, caiu a noroeste da ilha Bathurst, no mar de Timor, aproximadamente uma hora após a descolagem de Darwin até Baucau, onde dois tripulantes e sete passageiros foram mortos.

## Aviões em exposição
O avião de Havilland Dove CR-TAG "Manatuto", batizado com o nome da cidade timorense de Manatuto, encontra-se em exposição no Museu da Aviação de Darwin.